# Grad Paz
Grad Paz  (hrvaško Paz, italijansko Passo, nemško Passberg), tudi poznan kot Trdnjava Paz, je bila trdnjava stoječa na vzpetini nad naseljem Paz, ki je bila center srednjeveške fevdalne posesti. Nahajala se je blizu  Boljuna, v občini  Cerovlje, v Istri, na Hrvaškem, 17 km severovzhodno od Pazina, od katerega so ostale le skromne razvaline na vzhodnem robu naselja Paz.
Posest je prvič v zgodovinskih listinah omenjena v 11. stoletju (Paas, Pas), vendar je bil grad zgrajen v drugi polovici 14. stoletja. .

## Zgodovina
Grad ali tudi trdnjavo povezujemo z navedbo posesti  “Paas” iz 11. stoletja, ko je bila s tem imenom omenjena v darovnici Ulrika II. mejnega grofa v Istrski marki Oglejskemu patriarhatu. Kasneje se omenja kot Pasperc in Passberg in je bil del Boljunskega gospostva. V srednjem veku je bil pomemben fevd, s katerim so gospodarili Oglejski patriarhi. Okoli leta 1300 so posest pridobili v fevd gospodje Ebersteinski (Friderik (Fric) Eberstein). V drugi polovici 14. stoletja (1374), po smrti Mix-a Ebersteinskega, poslednjega moškega potomca te družine je Paz pripadel  Habsburški Pazinski grofiji. S posestjo je najprej gospodarila družina Walderstein, ki je nadgradila obstoječi stari grad. V času vojne med Habsburžani in Beneško republiko leta 1508 so slednji zavzeli Paz in ga požgali, gradiščana Baltazarja Waldersteina so odvedli v ujetništvo v Benetke, kjer je umrl. Naslednje leto 1509 je grad Paz osvojil habsburški vojskovodja Krsto I. Frankopanski. Grad je nasledila njegova hči Barbara, ki se je omožila s članom družine Barbo, tako da je grad in posest prišel v last družine Barbo. Po smrti Barbare je grad podedoval njen sin Messaldo Barbo, ki je staro propadajočo gotsko trdnjavo po letu 1570 obnovil v renesančno utrjeno rezidenco, o čemer priča napis na vhodu v grad.  
V zvezi z omenjenim Messaldom Barbom gre omeniti, da je postal goreči pristaš reformacije in da je leta 1574 v Vrhniki v gostilni ubil svojega sina Kastelana, ki se ni hotel odreči katoliški veri. Za uboj je bil obsojen in poslan v ječo, šele leta 1589 pa je bil usmrčen na glavnem trgu v Ljubljani. Po tej tragični zgodbi je Vladimir Nazor napisal pripovedko “Monstrum iz Paza”.
Masaldovi nasledniki v družini Barbo so s Pazom gospodarili do leta 1668, ko ga je kupila plemiška družina Turjaških (Auerspergov) oziroma ko Franc Karel Barbo proda imetje princu Turjaškemu, kateri je imel takrat v lasti Pazinsko provinco. Za časa Turjaških je bil grad v 18. stoletju tudi opuščen.  
Na podlagi arheoloških izkopavanj so grad ali trdnjavo časovno datirali v drugo polovico 14. stoletja. To morda govori o tem, da so grad morda dali zgraditi  Waldersteini, ki so bili lastniki območja po letu 1374, ali pa Habsburžani, ki so nasledili Goriške.